# Buleuterion

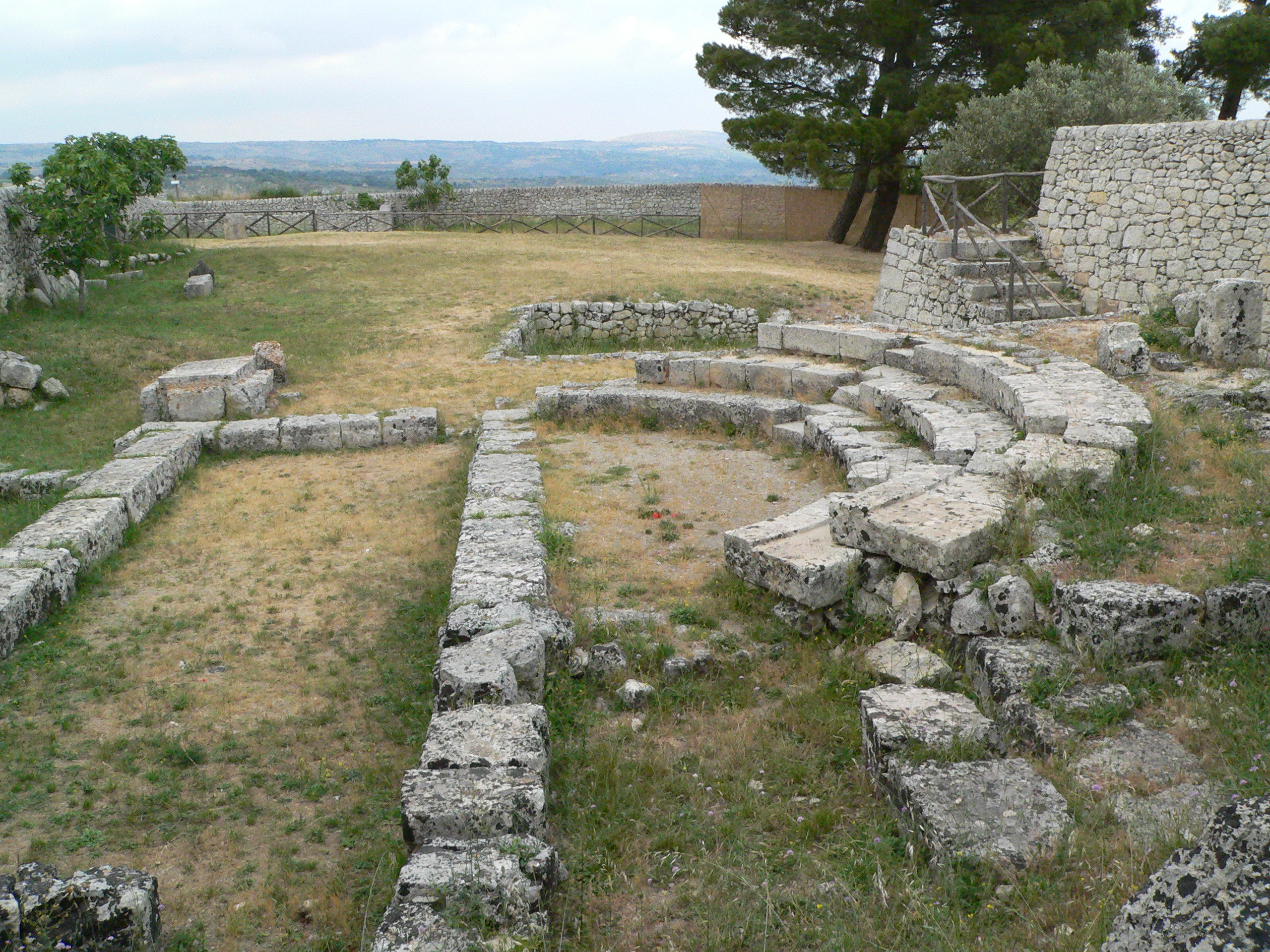
Pozostałości buleuterionu (Akrai, Sycylia)

Buleuterion (gr. βουλευτήριον) – budowla w starożytnej Grecji (od VI wieku p.n.e.)  oparta na planie prostokąta, poprzedzona dziedzińcem z kolumnowymi gankami oraz portalem wejściowym, w której odbywały się zebrania rady (bule). Miał on układ amfiteatralny, a jego dach dwuspadowy opierał się (najczęściej na czterech) kolumnach. Wewnątrz pod trzema ścianami stały ławy dla obradujących, później spiętrzone kamienne siedzenia. Na środku stał ołtarz i zapewne mównica.
Wznoszone najczęściej przy agorze buleuteriony były stałym elementem greckich miast.